# Halliwell Jones Stadium
Halliwell Jones Stadium är en rugbyarena i Warrington, England. Arenan öppnades 2003 och har en kapacitet på 13 024 åskådare. Arenan är hemmaarena för rugbylaget Warrington RLFC. Säsongerna 2007/2008 och 2008/2009 var arenan även hemmaarena för Liverpool FC:s reservlag. Arenan var även en av fem arenor som stod värd för europamästerskapet i fotboll för damer 2005.